# Johann Joseph Ignaz Brentner
Johann Joseph Ignaz Brentner (tschechisch Jan Josef Ignác Brentner, er bevorzugte den Namen Joseph; * 3. November 1689 in Dobrzan; † 28. Juni 1742 ebenda) war ein böhmischer Komponist des Spätbarock.

## Leben
Brentners Vater war Bürgermeister in Dobrzan. Zwischen 1717 und 1720 lebte Johann Joseph Brentner in Prag, wo er mehrere Werke veröffentlichte. Brentner scheint u. a. mit der religiösen Sankt Nikolaus Bruderschaft in der Prager Kleinseite verbunden gewesen zu sein. Für diese schrieb er mehrere „Deutsche Trauermotetten“. Seine „Offertoria solenniora“ op. 2 waren seinem Gönner Raymund Wilfert, dem Abt des Stift Tepl, gewidmet.
Brentners Musik ist im spätbarocken Konzertstil gehalten und gelegentlich von schlichten liedhaften Motiven geprägt. Viele seiner Arien sind in der Form der Da-capo-Arie gesetzt und die der „Harmonica duodecatomeria ecclesiastica, op. 1“ sind bemerkenswert für die konzertante Handhabung der begleitenden Soloinstrumente, vor allem der Violine. Im Kloster Strahov, in der Hofburgkapelle und der Schottenkirche wurde Brentners Laudate Dominum bis ins 19. Jahrhundert hinein aufgeführt.

## Werke (Auswahl)
- Harmonica duodecatomeria ecclesiastica, Op. 1 (Prag, 1716)[1]
- Offertoria solenniora, Op. 2 (Prag, 1717)[2]
- Hymnodia Divina, Op. 3 (Prag, 1719)[3]
- Laudes matutinae (= Offertoria solenniora, Op. 2)[2]
- Laudate Dominum für S.A.T.B., 2 Violinen und Orgel (= op. 2/3)
- 9 Litanae de sancta Teresia / Litaniae lauretanae für S.A.T.B., 2 Violinen und Orgel
- 4 Motetten pro defunctis für S.A.T.B., 2 Violinen und Orgel

Instrumental
- Horæ pomeridianæ seu concertus cammerales, Op. 4 (Prag, 1720) – Sechs Kammerconcerti[4]
- Triosonate, Kammerkonzert, Partita, Pastorella[4]